# Simpsonichthys mediopapillatus
Simpsonichthys mediopapillatus és un peix de la família dels rivúlids i de l'ordre dels ciprinodontiformes.

## Distribució geogràfica
Es troba a Sud-amèrica: Brasil.